# Violetta (banda sonora)
Violetta es el primer álbum de banda sonora de la primera temporada de la serie homónima publicado el 5 de junio de 2012 por Walt Disney Records.

## Antecedentes

### Producción
El álbum fue grabado durante el rodaje de la primera temporada de la serie de televisión. El primer sencillo fue «En mi mundo», lanzado el 5 de abril de 2012 con su video oficial, y posteriormente se publicaron otros sencillos del álbum.

### Lanzamiento
El álbum fue publicado en Latinoamérica el 5 de junio de 2012 con 14 pistas de la primera temporada, en Italia el 12 de octubre de 2012 con 16 pistas, dos más que el original por el relanzamiento de las canciones «En mi mundo» y «Te creo» en italiano, la segunda cantada por la actriz Lodovica Comello. En España, fue publicado el 20 de noviembre de 2012.
Con el fin de promocionar el álbum en Italia el actor Ruggero Pasquarelli se reunió con los fanes en Mondadori en Milán el 27 de octubre de 2012.

### Certificaciones
El álbum recibió cuádruple platino en Argentina por vender más de 180.000 copias y disco de platino en España. También se convirtió en disco de oro en Colombia y Chile, y disco de platino en Uruguay y Venezuela. En México y Brasil, el álbum ha vendido más de 20.000 copias.

## Lista de canciones

### Edición para Latinoamérica
| La edición latinoamericana contiene 14 canciones. | |          |  |
| N.º                                               | Título | Duración |  |
| 1.                                                | «En mi mundo» (Martina Stoessel)                                                                                     | 3:32     |  |
| 2.                                                | «Algo suena en mí» (Martina Stoessel, Facundo Gambandé, Lodovica Comello y Candelaria Molfese)                       | 2:14     |  |
| 3.                                                | «Destinada a brillar» (Mercedes Lambre)                                                                              | 1:44     |  |
| 4.                                                | «Te creo» (Martina Stoessel)                                                                                         | 3:59     |  |
| 5.                                                | «Voy por ti» (Jorge Blanco)                                                                                          | 2:26     |  |
| 6.                                                | «Juntos somos más» (Mercedes Lambre, Facundo Gambandé, Lodovica Comello y Candelaria Molfese)                        | 2:57     |  |
| 7.                                                | «Entre tú y yo» (Pablo Espinosa)                                                                                     | 3:24     |  |
| 8.                                                | «Are You Ready For The Ride?» (Facundo Gambandé, Jorge Blanco, Nicolás Garnier, Rodrigo Velilla y Samuel Nascimento) | 2:53     |  |
| 9.                                                | «Dile que sí» (Jorge Blanco, Nicolás Garnier y Rodrigo Velilla)                                                      | 3:01     |  |
| 10.                                               | «Junto a ti» (Martina Stoessel y Lodovica Comello)                                                                   | 2:42     |  |
| 11.                                               | «Tienes todo» (Martina Stoessel y Pablo Espinosa)                                                                    | 3:49     |  |
| 12.                                               | «Veo veo» (Candelaria Molfese, Lodovica Comello y Martina Stoessel)                                                  | 2:32     |  |
| 13.                                               | «Habla si puedes» (Martina Stoessel)                                                                                 | 3:33     |  |
| 14.                                               | «Ven y canta» (Elenco de Violetta)                                                                                   | 2:49     |  |
| 42:17                                             | |          |  |

### Edición para Italia
| La edición publicada en Italia contiene, con respecto a la versión en español, dos pistas más que son: |                                    |          |  |
| N.º | Título                             | Duración |  |
| 15. | «Nel Mio Mondo» (Martina Stoessel) | 3:32     |  |
| 16. | «Ti Credo» (Lodovica Comello)      | 3:59     |  |

### Edición para Brasil
| La edición publicada en Brasil contiene, con respecto a la versión en español, una pista más que es: |                                |          |  |
| N.º                                                                                                  | Título                         | Duración |  |
| 15.                                                                                                  | «Em Meu Mundo» (Mayra Arduini) | 1:05     |  |

## Posicionamiento en listas
| Lista (2012-2013) | Máxima posición |
| ----------------- | --------------- |
| Argentina         | 1               |
| Bélgica           | 61              |
| España            | 2               |
| Portugal          | 3               |

## Certificaciones
| Región              | Certificaciones |
| ------------------- | --------------- |
| España (PROMUSICAE) | Platino 40.000  |
| Chile (CHI)         | Oro 5.000       |

## Premios
| Año  | Premiación            | Categoría                                        | Resultado |
| ---- | --------------------- | ------------------------------------------------ | --------- |
| 2013 | Premios Carlos Gardel | Mejor álbum banda de sonido de cine / televisión | Ganador   |